# 4-Hydroxy-2,2,6,6-tetramethylpiperidinyloxyl
4-Hydroxy-2,2,6,6-tetramethylpiperidinyloxyl (4-Hydroxy-TEMPO) ist ein stabilisiertes Radikal, das als Oxidationsmittel eingesetzt werden kann. Die Reaktivität der Verbindung ähnelt der des 2,2,6,6-Tetramethylpiperidinyloxyl (TEMPO). Die zusätzliche Hydroxygruppe erlaubt eine Verknüpfung an andere Verbindungen.

## Gewinnung und Darstellung
Die Synthese geht vom Phoron aus, welches leicht über eine doppelte Aldol-Kondensation aus Aceton gewonnen werden kann. Im ersten Schritt erfolgt in Gegenwart von Ammoniak eine Cyclisierung zum 2,2,6,6-Tetramethyl-piperidin-4-on. Dieses wird anschließend mittels Natriumborhydrid zum 2,2,6,6-Tetramethyl-piperidin-4-ol reduziert. Die Zielverbindung ergibt sich im letzten Schritt durch die Oxidation mit Wasserstoffperoxid in Gegenwart von Natriumwolframat.

## Eigenschaften
4-Hydroxy-2,2,6,6-tetramethylpiperidinyloxyl bildet orange Kristalle, die bei 70 °C schmelzen. Die Verbindung kristallisiert in einem monoklinen Kristallgitter mit der Raumgruppe Cm. Der Stoff ist thermisch instabil. Oberhalb des Schmelzpunktes wird eine Zersetzung beobachtet.

## Verwendung
Die Verbindung wird als Inhibitor bei radikalischen Polymerisationsreaktionen angewendet. Sie wirkt dabei als Radikalfänger und Regler für einen kontrollierten Polymerisationsverlauf. So kann es als Reaktionsstopper bei durchgehenden Polymerisationsreaktionen eingesetzt werden. In der organischen Synthese wirkt es als katalytisches Oxidationsmittel bei der selektiven Oxidation von primären Alkoholen zu Aldehyden in Gegenwart von Natriumhypochlorit oder 1,4-Benzochinon. Mit aktivierten Kohlenwasserstoffen, wie Cyclohexen reagiert die Substanz unter H-Abstraktion zu den entsprechenden radikalischen Intermediaten, die mit weiterem 4-Hydroxy-TEMPO zur N-Alkoxyaminverbindung rekombinieren.
Durch die OH-Funktionalität ist ein Einbau in Polymerketten möglich, wodurch polymerbasierende TEMPO-Materialien erhalten werden. Diese können zur Oxidation von Alkoholen zu den entsprechenden Aldehyden und Ketonen verwendet werden. Eine medizinische Anwendung als blutdrucksenkender Wirkstoff wurde am Tiermodell untersucht.
Eine Anwendung von TEMPOL gegen den SARS-CoV-2-Virus, dem Auslöser von COVID-19, wurde untersucht.